# Rasprodaja (1989.)
Rasprodaja je hrvatski dramski televizijski film koji je režirao Eduard Galić, dok je scenarist bio Čedo Prica Plitvički prema vlastitoj noveli. Drama je zamišljena kao alegorijska kritika društvene stvarnosti, s blagim odmakom od realizma, stilistički podsjećajući na estetiku češkog filma.
Snimljen je 1988. godine na Plitvicama, a premijerno je prikazan 27. veljače 1989. na Prvom programu Televizije Zagreb.

## Radnja
Radnja prati sukob oko prodaje zemljišta u fiktivnom kraju Homoljska, gdje se planira razvoj turizma. Lokalni dužnosnici i bogati investitori žele modernizaciju pod svaku cijenu, dok im se suprotstavljaju pojedinci zabrinuti za očuvanje identiteta i vrijednosti prostora. U središtu priče je profesor Gabrijel Kalember, potomak nekadašnjih vlasnika zemlje, koji skriva svoj identitet kako bi promatrao događaje. Sukob kulminira tijekom zajedničke večere, kada dolazi do razotkrivanja i moralne krize. Drama simbolično prikazuje ne samo rasprodaju zemlje, već i savjesti i morala.

## Glumačka postava

### Glavna
- Zvonimir Zoričić kao Gabrijel Kalember
- Dragan Milivojević kao Neznanac
- Danko Ljuština kao predsjednik
- Miljenko Brlečić kao tajnik Vid Robčić
- Biserka Ipša kao Klara Fuks
- Vera Zima kao Bernarda Orlić
- Anja Šovagović kao recepcionerka #1
- Vanja Matujec kao recepcionerka #2
- Špiro Guberina kao čovjek s lulom

### Ostali
- Ljubo Zečević kao Matek Kramarić
- Darko Ćurdo kao gospodin za stolom
- Darko Stazić kao policajac #1
- Željko Duvnjak kao Šajsler
- Dinko Čutura kao policajac #2
- Miliša Belmondo kao radnik u hotelu #1
- Boris Mirković kao radnik u hotelu #2

## Produkcija
Scenarij za dramu Rasprodaja napisao je Čedo Prica prema vlastitoj noveli, dok režiju potpisuje Eduard Galić. Snimanje je realizirano u produkciji Televizije Zagreb tijekom ljeta 1988. godine, a većina scena snimana je na autentičnim lokacijama u Nacionalnom parku Plitvička jezera. Odluka da se snima na terenu, a ne u studiju, donijela je drami dodatnu atmosferičnost i vizualnu snagu, dodatno naglašavajući tematske slojeve priče.
Redatelj Galić odabrao je ovu priču iz zbirke Pricinih novela zbog njenog zanimljivog sadržaja i emotivne povezanosti s prirodnim krajolikom. Snimanje je proteklo u profesionalnoj, ali i prijateljskoj atmosferi, što su istaknuli i članovi ekipe, uključujući glavne glumce Zvonimira Zoričića i Miljenka Brlečića, te tonskog snimatelja Kostu Čoka i snimatelja Novaka. Posebna pažnja posvećena je snimanju zvuka na terenu, bez naknadne postsinhronizacije, čime se dodatno osigurala autentičnost izvedbe.

## Vanjske poveznice
- Rasprodaja u internetskoj bazi filmova IMDb-a